# (109) Félicité

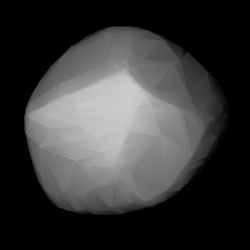
(109) Félicité astéroïde de la ceinture principale

(109) Félicité, désignation internationale (109) Felicitas, est un astéroïde de la ceinture principale découvert par Christian Peters le 9 octobre 1869, à l'observatoire de Litchfield (es) de la ville de Clinton, dans l'état de New-York, Etats Unis d'Amérique. Son nom provient de la déesse romaine Felicitas, la déesse du bonheur proprement dit, mais surtout de la richesse féconde et bénie.

## Compléments